# Champignon no Majo
Champignon no Majo (シャンピニオンの魔女 Shanpinion no Majo?) es una serie de manga japonesa escrita e ilustrada por Higuchi Tachibana. La serie comenzó a serializarse en el sitio web de manga Manga Park de Hakusensha en octubre de 2019. Una adaptación televisiva de la serie de anime producida por Typhoon Graphics y Qzil.la se estrenará en enero de 2026.

## Personajes
Luna (ルーナ Rūna?)
 Seiyū: Haruka Shiraishi

## Contenido de la obra

### Manga
Champignon no Majo está escrita e ilustrada por Higuchi Tachibana y comenzó a publicarse en el sitio web Manga Park de Hakusensha el 18 de octubre de 2019. Se publicó una historia paralela en la revista The Hana to Yume la semana siguiente. Sus capítulos se han recopilado en seis volúmenes tankōbon a partir de diciembre de 2024.
| Volúmenes de manga publicados | Volúmenes de manga publicados | Volúmenes de manga publicados |
| Número                        | Fecha de lanzamiento          | ISBN                          |
| ----------------------------- | ----------------------------- | ----------------------------- |
| 1                             | 20 de abril de 2020           | ISBN 978-4-592-22727-4        |
| 2                             | 18 de diciembre de 2020       | ISBN 978-4-592-22748-9        |
| 3                             | 17 de septiembre de 2021      | ISBN 978-4-592-22749-6        |
| 4                             | 19 de agosto de 2022          | ISBN 978-4-592-22869-1        |
| 5                             | 20 de julio de 2023           | ISBN 978-4-592-22892-9        |
| 6                             | 20 de diciembre de 2024       | ISBN 978-4-592-23047-2        |

### Anime
Se anunció una adaptación a serie de televisión de anime el 13 de diciembre de 2024. Será producida por Typhoon Graphics y Qzil.la, dirigida por Yōsuke Kubo, con guiones de Yūko Kakihara y diseño de personajes de Miki Matsumoto. El estreno de la serie en TBS está previsto para enero de 2026.

## Recepción
La serie ha sido recomendada por la artista de manga Chica Umino y la artista Yuko Higuchi.